# 奧克哈芬 (阿肯色州)
奧克哈芬（英語：Oakhaven）是一個位於美國阿肯色州亨普斯特德縣的市鎮。

## 地理
奧克哈芬的座標為33°43′46″N 93°37′10″W / 33.72944°N 93.61944°W，而該地的平均海拔高度為110米（即361英尺）。

## 人口
根據2020年美國人口普查的數據，奧克哈芬的面積為0.12平方千米，皆為陸地。當地共有人口65人，而人口密度為每平方千米541人。